# Lijst van Pararchaeidae
Deze pagina beschrijft alle soorten spinnen uit de familie der Pararchaeidae.

## Anarchaea
Anarchaea Rix, 2006
- Anarchaea corticola (Hickman, 1969)
- Anarchaea falcata Rix, 2006
- Anarchaea raveni Rix, 2006
- Anarchaea robusta (Rix, 2005)

## Flavarchaea
Flavarchaea Rix, 2006
- Flavarchaea anzac Rix, 2006
- Flavarchaea badja Rix, 2006
- Flavarchaea barmah Rix, 2006
- Flavarchaea hickmani (Rix, 2005)
- Flavarchaea lofty Rix, 2006
- Flavarchaea lulu (Rix, 2005)
- Flavarchaea stirlingensis Rix, 2006

## Forstrarchaea
Forstrarchaea Rix, 2006
- Forstrarchaea rubra (Forster, 1949)

## Nanarchaea
Nanarchaea Rix, 2006
- Nanarchaea binnaburra (Forster, 1955)
- Nanarchaea bryophila (Hickman, 1969)

## Ozarchaea
Ozarchaea Rix, 2006
- Ozarchaea bodalla Rix, 2006
- Ozarchaea bondi Rix, 2006
- Ozarchaea daviesae Rix, 2006
- Ozarchaea forsteri Rix, 2006
- Ozarchaea harveyi Rix, 2006
- Ozarchaea janineae Rix, 2006
- Ozarchaea ornata (Hickman, 1969)
- Ozarchaea platnicki Rix, 2006
- Ozarchaea saxicola (Hickman, 1969)
- Ozarchaea spurgeon Rix, 2006
- Ozarchaea stradbroke Rix, 2006
- Ozarchaea valida Rix, 2006
- Ozarchaea waldockae Rix, 2006
- Ozarchaea werrikimbe Rix, 2006
- Ozarchaea westraliensis Rix, 2006
- Ozarchaea wiangarie Rix, 2006

## Pararchaea
Pararchaea Forster, 1955
- Pararchaea alba Forster, 1955

## Westrarchaea
Westrarchaea Rix, 2006
- Westrarchaea pusilla Rix, 2006
- Westrarchaea sinuosa Rix, 2006
- Westrarchaea spinosa Rix, 2006